# Wildpark Brienz
Koordinaten: 46° 45′ 21,6″ N, 8° 2′ 38,4″ O; CH1903: 646252 / 178492
Der Wildpark Brienz liegt oberhalb des Brienzersees in Brienz im Berner Oberland in der Schweiz. Er wurde im Jahr 1896 auf Initiative der Kantonalen Schnitzlerschule Brienz, heute Schule für Holzbildhauerei, gegründet. Die Tiere dienten den Lernenden als lebendige Vorlagen für ihre Arbeiten. Auf dem Gelände leben Grosswild, Kleinwild und Vögel.

## Tierarten
Vier Säugetierarten leben im Wildpark: Rothirsche, Alpensteinböcke, Gämsen und Alpenmurmeltiere. Zudem gibt es acht verschiedene Vogelarten, darunter Steinkäuze, Schneeeulen, Wachteln und Bergenten.

## Unterhaltung des Parks
Der Wildpark Verein Brienz ist der Träger des Wildparks. Neben dem Vorstand gibt es Wärter, die für die Betreuung und Pflege der Tiere verantwortlich sind. Die etwa 700 Vereinsmitglieder beteiligen sich an den anfallenden Arbeiten und helfen zweimal im Jahr bei der kompletten Säuberung des Parks, der «Wildparkputzete».